# Лойтер, Наум Борисович
Наум Борисович (Ну́хим Бо́рухович) Ло́йтер (1891—1966) — советский режиссёр и сценарист еврейского театра на идише. Заслуженный деятель искусств БССР (1945), заслуженный деятель искусств РСФСР, лауреат Сталинской премии первой степени (1946).

## Биография
Родился 28 декабря 1890 года (10 января 1891 года) в Бердичеве, в состоятельной семье: его отец Бурех Фроимович Лойтер владел магазином готового платья. В 1911 году с аттестатом зрелости окончил восемь классов Виленской частной мужской гимназии М. А. Павловского. В 1922 году окончил Государственные высшие режиссёрские мастерские. Главный режиссёр 1-го Театра Пролеткульта в Москве (1920-е годы). Главный режиссёр Государственного еврейского театра Украины в Харькове (с 1930 года). Режиссёр к/c Межрабпомфильм. Главный режиссёр Одесского, затем Киевского еврейских театров (1930-е годы). Художественный руководитель и режиссёр БелГАТОБ имени Я. Коласа в Витебске (1940—1957).
Умер 29 августа 1966 года в Риге (ныне Латвия).

## Семья
- Брат — Эфроим Борисович (Фроим Борухович) Лойтер, театральный режиссёр.
- Племянница — Вигдария Эфраимовна Хазанова, искусствовед и историк искусства.

## Театральные работы

### Национальный академический драматический театр им. Якуба Коласа
- 1944 — «Нестерка» В. Ф. Вольского[5]
- «Горячее сердце» А. Н. Островского
- «Егор Булычев и другие» М. Горького
- «Тридцать серебреников»
- «Ревизор» Н. В. Гоголя
- «Юные мстители»

## Фильмография

### Сценарист
- 1926 — Машинист Ухтомский
- 1930 — Запомните их лица

## Награды и премии
- Сталинская премия первой степени (1946) — за постановку спектакля «Нестерка» В. Ф. Вольского
- заслуженный деятель искусств БССР (1945)
- заслуженный деятель искусств РСФСР